# Люкет
Люке́т (фр. и окс. Luquet) — коммуна во Франции, находится в регионе Юг — Пиренеи. Департамент — Верхние Пиренеи. Входит в состав кантона Осён. Округ коммуны — Тарб.
Код INSEE коммуны — 65292.

## География
Коммуна расположена приблизительно в 650 км к югу от Парижа, в 135 км западнее Тулузы, в 16 км к западу от Тарба.
По территории коммуны протекает река Габас, а на северо-западе расположено одноимённое озеро, образованное плотиной.

## Климат
Климат умеренно-океанический с солнечной тёплой погодой и обильными осадками на протяжении практически всего года.

## Население
Население коммуны на 2010 год составляло 365 человек.
| 1962 | 1968 | 1975 | 1982 | 1990 | 1999 | 2010 |
| ---- | ---- | ---- | ---- | ---- | ---- | ---- |
| 205  | 220  | 201  | 278  | 296  | 304  | 365  |

## Администрация
| Период | Период | Фамилия          | Партия | Примечания |
| ------ | ------ | ---------------- | ------ | ---------- |
| 2001   | 2008   | Юбен Монгуа      |        |            |
| 2008   | 2014   | Жиль Ног         |        |            |
| 2014   | 2020   | Жан-Пьер Балеста |        |            |

## Экономика
В 2010 году среди 232 человек трудоспособного возраста (15-64 лет) 179 были экономически активными, 53 — неактивными (показатель активности — 77,2 %, в 1999 году было 74,2 %). Из 179 активных жителей работали 170 человек (84 мужчины и 86 женщин), безработных было 9 (3 мужчин и 6 женщин). Среди 53 неактивных 16 человек были учениками или студентами, 24 — пенсионерами, 13 были неактивными по другим причинам.

## Фотогалерея

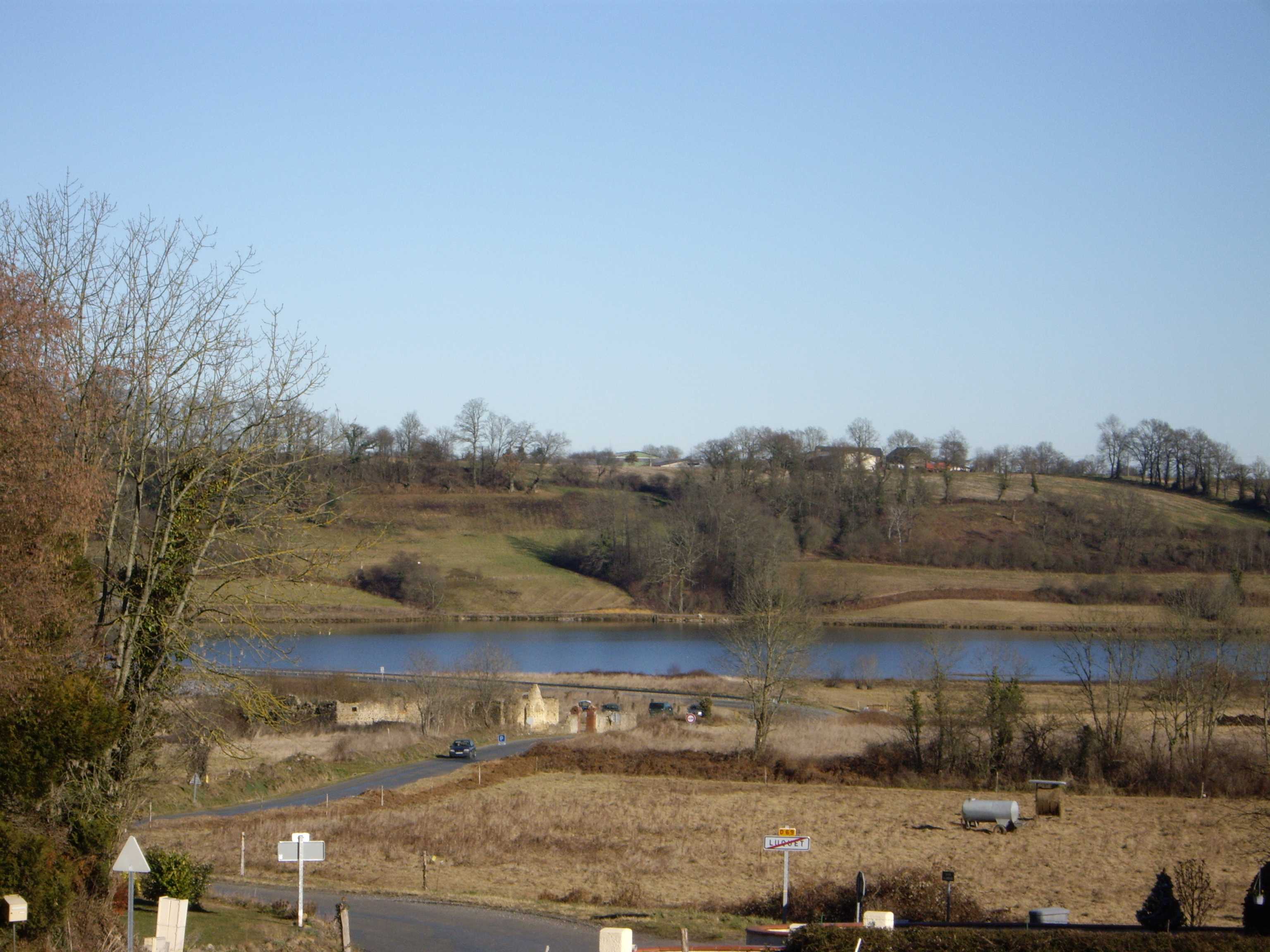
Озеро Габас
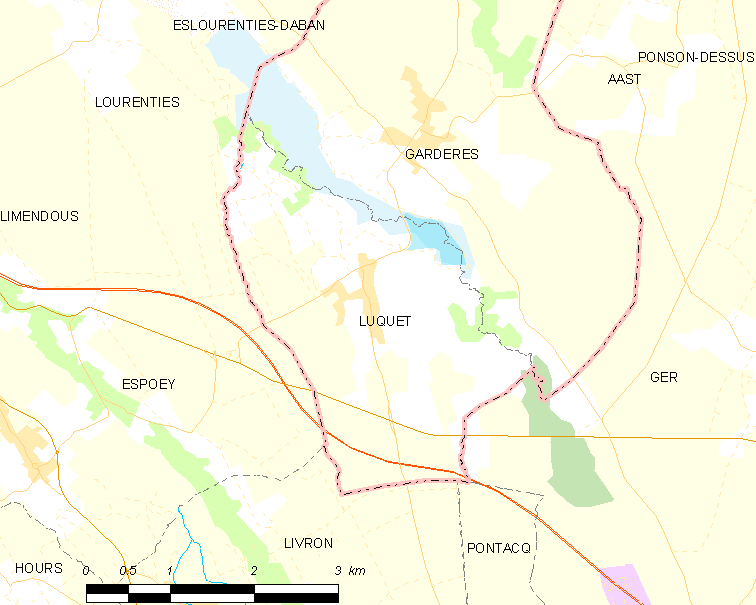
Карта коммуны